# نظریه مرجع و نظریه‌پردازان این حوزه

## جیمز وایر
در دهه سوم سده بیستم، جیمز وایر، نخستین کسی است که می‌کوشد تا نظریه خدمات مرجع را بیان کند. کتاب وایر با عنوان کار مرجع در سال ۱۹۳۰ منتشر شد او در این کتاب سه نوع نظریه را برای خدمات مرجع معرفی می‌نماید و آن‌ها را به ترتیب نظریه محافظه کارانه، نظریه میانه‌رو و نظریه لیبرالی، نامگذاری می‌کند. این سه نوع نظریه متناسب با نوع کتابخانه و مراجعه‌کننده به کار گرفته می‌شوند.
نظریه محافظه کارانه - بر این فرض متکی است که کمک فردی احتمالی به مراجعه کنندگان نباید بیش از اندازه و حد کفایت باشد. کمک‌کننده باید به آموزش مراجعه‌کننده و راهنمایی او بسنده کند یک مراجع‌کننده بی‌تجربه فقط نیاز به این دارد که راه را به او نشان دهند کتابدار باید وقتی به مراجعه‌کننده‌ای کمک می‌کند که در خواست کمک و یاری کرده باشد پس کار کتابدار مرجع به ارائه خدمات برای پاسخگویی به سئوالات مرجع معمولی که نیاز به استفاده از منابع مرجع فوری دارند محدود می‌شوند.
نظریه لیبرالی - در مقابل نظریه محافظه کارانه قرار دارد در این نظریه کتابدار مرجع موظف است حداکثر کمک و یاری را به مراجعه‌کننده بنماید. کتابدار مرجع باید به استقبال مراجعه‌کننده برود و به کمک او بشتابد و بهر قیمتی که شده اطلاعات مورد نیاز او را گردآوری کند. اینکه چقدر وقت لازم دارد و چه نوع منابعی را باید بررسی کند مطرح نیست حتی اگر لازم باشد کتابدار مرجع باید از طریق امانت بین کتابخانه‌ها، منابع و اطلاعات مورد نیاز را فراهم آورد.
نظریه میانه رو- حد واسط دو نظریه افراطی قرار دارد بیشتر کتابداران مرجع این نظریه را ترجیح می‌دهند در این صورت به تعداد بیشتری از مراجعه کنندگان سرویس داده می‌شود هر چند که هزینه آن نیز زیاد می‌شود. (مرادی، ۱۳۷۲، ص۶)

## پی یرس باتلر
معلم و محقق آمریکایی رشته کتابداری است که در ۱۹ دسامبر ۱۸۸۶ در کلارندون هیلز به دنیا آمد شنوایی او درهمان دوران کودکی در اثر ابتلا به بیماری تب مخملک دچار نارسایی شد و مجبور به استفاده از سمعک شد. درسال ۱۹۰۶ موفق به اخذ کارشناسی فلسفه شد و بورسیه تاریخ قرون وسطی بود در ۱۹۱۲ به درجه دکتری رسید. بعد از اشتغال در راه آهن در زمره کارکنان کتابخانه نیوبری درآمد. به مدت یکسال دستیار مرجع بود بعد به مقام مدیریت در آنجا رسید. در این سال‌ها فهرستی از کتاب‌های چاپی متعلق به قرن ۱۵ م که در کتابخانه موجود بود منتشر ساخت. در سال۱۹۲۶ با روث لپهام که پژوهنده خلاق بود ازدواج کرد. در سال ۱۹۲۸ به عنوان مدرس پاره وقت درمدرسه کتابداری دانشگاه شیکاگو درآمد. کتاب‌های باتلر نسبتاً کم و شامل ۱- فهرست کتاب‌های قرن پانزدهم ۲- درآمدی برعلم کتابداری و ۳- سرآغاز چاپ در اروپابود. مقاله‌های بسیار در زمینه کتابداری وفلسفه نوشته باتلر درسالهای تدریس در دانشگاه شیکاگو تأثیری ژرف برفلسفه کتابداری گذاشت. دیگر معلمان مدرسه کتابداری دانشگاه شیکاگو به دانشجویان می‌آموختند که چگونه کتابدار خوبی باشند اما باتلر به آن‌ها می‌آموخت که کتابداری چگونه می‌تواند باشد و با وجود ناشنوایی از زندگی پربار اجتماعی لذت می‌برد و ازسخنرانی در برابر جمع احساس خرسندی می‌کرد و سرانجام در سال۱۹۵۳ هنگامی که از مراسم واگذاری بنای جدید کتابخانه‌ای در وینستون بازمی‌گشت در اثر حادثه اتومبیل جان خود را از دست داد. در زمان مرگش سرگرم تدارک کاری در زمینه مدیریت مجموعه کتاب‌های کمیاب بود.
پی یرس باتلر نیز مرجع را برحسب سطوح خدمات آن تعریف کرده‌است. سطوح خدمات به نظر او عبارت بود از:
- ابتدایی – یا پاسخ به پرسش‌های واقعی، این پرسش‌ها را می‌توان ابتدایی یا ساده خواند، زیرا واقعیتی عینی ومشخص مورد نظر است.

برای نمونه مجموع تلفات لشکریان ناپلئون در عقب‌نشینی از مسکو چند تن بوده‌است در این سطح، پرسش یا پاسخی دارد یا ندارد
- متوسط - به روابط مربوط می‌شود و به ارزش‌های انسانی مابین افراد، اشیا و رویدادها وابسته‌است به عنوان مثال آیا شکست لشکرکشی ناپلئون به روسیه به سبب بخت بد او یا کاستی‌های موجود رخ داد در این سطح نمی‌توان پاسخ قطعی داد وکار به تعبیر و تفسیر می‌کشد.
- پیشرفته – پرسشهایی که کتابدار باید پاسخ آن‌ها را شفاهی یا کتبی در اختیارمراجعه‌کننده قرار دهد پرسشگر این گونه مسائل می‌خواهد اطلاعات کافی وجامعی دربارهٔ لشکرکشی ناپلئون به روسیه به دست آورد در این سطح محدودیتی درکار او نمی‌باشد وناگزیر است که برای پرسش‌های ابتدایی و میانی نیز پاسخهایی را فراهم آورد (دیانی، ۱۳۷۷، ص۳)

## رانگاناتان
در دهه ۱۹۴۰، رانگاناتان، ویرایش نخست کتاب خدمات مرجع و کتابشناسی را منتشر کرد این کتاب و دیگر آثاری که رانگاناتان در زمینه خدمات مرجع در سال‌های بعد منتشر کرد، جملگی براساس پنج قانون کتابداری او تدوین و تألیف شده‌اند این پنج قانون عبارتند از:
1. کتاب برای استفاده‌است.
2. هر خواننده‌ای کتابش
3. هرکتابی خواننده‌اش
4. وقت خواننده را هدر ندهیم
5. کتابخانه ارگانیسمی است زنده و پویا

به نظر رانگاناتان خدمات مرجع کارکرد نهایی و غایی هر کتابخانه‌است، بدون آنکه کوچک یا بزرگ بودن آن کتابخانه تأثیری داشته باشد (مرادی، ۱۳۷۲، ص۴)

## ساموئیل روتشتاین
یکی دیگر از صاحب نظران مرجع، ساموئیل روتشتاین است. او سه نظریه زیر را برای خدمات مرجع ارائه می‌دهد:
- نظریه حداقل: کتابدار مرجع، در صورتی که توانایی کافی برای ارائه خدمات نداشته باشد، از اعتماد به نفس زیادی نیز بهرمند نخواهد بود و دچار ترس می‌گردد از این رو می‌کوشد تا حد ممکن از دسترس مراجعه کنند هم دور باشد و حداقل کمک را به مراجعه‌کننده بنماید پس نظریه حداقل براساس ترس ساخته شده‌است در صورتی که کتابدار مرجعی به کارش مسلط باشد اما به دلیل تعداد زیاد مراجعه کنندگان، نتواند کمک زیادی به آن‌ها بنماید مشمول این نظریه نخواهد گردید
- نظریه حداکثر : وقتی کتابدار مرجعی کارش را خیلی خوب می‌داند و به خودش نیز اعتماد دارد و از توانایی خود نیز آگاه است، اگر به مراجعه‌کننده‌ای برخورد کند که سردرگم درکتابخانه به دور خود می‌چرخد، بدون وقفه و درنگ خودش را به او می‌رساند و برای کمک به او اعلام آمادگی می‌کند نظریه حداکثر براساس مفهوم اعتماد ساخته شده‌است ممکن است، چنین کتابداری به دلیل تعداد زیاد مراجعه کنندگان نتواند، عملاً حداکثر خدمات را به آن‌ها ارائه دهد
- نظریه حد متوسط : بین دو نظریه فوق قرارد دارد و د رواقع راه میانه‌است هر چند که تعیین حد و حدود چنین راهی به راحتی عملی نیست. در این نظریه کتابدار بر اساس هر مورد، یا در نظر گفتن

شرایط تصمیم می‌گیرد که تا چه حد به مراجعه‌کننده کمک و یاری نماید. از این رو، ممکن است به مراجعه‌کننده‌ای حداکثر یاری و کمک را بکند و در همان زمان به مراجعه‌کننده دیگر کمک زیادی ننماید این نظریه خدمات مرجع که بر پایه مفهوم مصلحت قرار دارد اصطلاحاً نظریه حد متوسط خوانده می‌شود (مرادی، ۱۳۷۲ص۴)
بنا به نظر روتشتاین سه گونه طرز فکر با عنوان خدمات مرجع تقریری، خدمات مرجع ارشادی وخدمات مرجع تحقیقی رایج است:
- خدمات مرجع تقریری: در این نوع خدمت، طرز استفاده ازمنابع و مراجع به استفاده کنندگان ازکتابخانه آموزش داده می‌شود در این شیوه کتابدارمرجع چون معلمی، طرزکارفرهنگهای، دستورنامه‌ها ودستنامه‌ها وسایر منابع اطلاعاتی چاپی و طرز کار کردن با منابع الکترونیکی عمومی را به استفاده‌کننده یاد می‌دهد مثلاً، آموخته می‌شود که فهرستبرگه دان کتابخانه یا کتاب‌ها در قفسه‌های کتابخانه چگونه نظم یافته‌است.
- خدمات مرجع ارشادی : خدمات مرجع ارشادی در حد هدایت مراجعان به مواد موردنیاز، نه خود اطلاعات محدود می‌شود در این شیوه کتابدار مرجع، جویای اطلاعات را در دستیابی به کتاب، مقاله، یا گزارشی هدایت می‌کند که تصورمی‌کند اطلاعات موردنظرمراجعان دران وجود دارد در این موردکتابدار باید ازمحتوای منابع آگاه باشد و این توانایی را داشته باشد که بین پرسش مراجع ومحتوای منابع خاصی ارتباط برقرارکند و به این مهارت دست یافته باشد که راهنمایی انجام شده به نتیجه‌ای مطلوب می‌رسد
- خدمات مرجع تحقیقی: درخدمات مرجع تحقیقی انتقال اطلاعات از منابع به مراجعه‌کننده بر عهده کتابدار است و در این صورت برخلاف دومورد اول، مسئولیت اعتبار ودرستی یا نادرستی آنچه منتقل می‌شود بر عهده کتابدار است در این مورد کتابدارهمانند همکار پژوهشگر عمل می‌کند و در عمل بخشی از فرایند پژوهش که پژوهش کتابخانه‌ای برای فراهم آمدن زیربناهای اصلی پژوهش است بر عهده کتابدار گذارده شده‌است.

خدمات نوع سوم بیشتر درکتابخانه‌های تخصصی، مثلاً کتابخانه مجلس شورای اسلامی و کتابخانه کنگره آمریکا و کتابخانه‌های مراکز صنعتی وعلمی مورد استفاده‌است مورد اول ودوم بیشتر درکتابخانه‌های عمومی و دانشگاهی مورد استفاده می‌باشد (دیانی، ۱۳۸۵، ص۵)

## ولیام کتس
دیگر نظریه پردازان این حوزه ولیام کتس است که چهار عامل زیر را قابل ذکر می‌داند
۱- هدف از خدمات مرجع کمک به مراجعه‌کننده برای دستیابی به اطلاعات یا بهتر بگوییم اطلاعات بخصوص است به گمان او برای پاسخگویی به نیازش لازم است و در جستجوی آن است. این کمک ممکن است محدود یا گسترده باشد. عموماً در مورد سئوالات مستقیم و به اصطلاح سردستی و فوری این کمک محدود است و د رمود سئوالات پژوهشی و تحقیقاتی، این کمک گسترده‌است.
۲- عملکرد خدمات مرجع یعنی نشان دادن محل پاسخ به مراجعه‌کننده. پاسخ ممکن است محدود یا گسترده باشد همچنین ممکن است پاسخ به‌طور مستقیم در اختیار مراجعه‌کننده قرار گیرد، یا او را به منابعی که می‌تواند پاسخ خود را در آن‌ها پیدا کند راهنمایی کردعملکرد خدمات مر جع به متغیرهای زیادی وابسته‌است از دانش و تجربه کتابدار مرجع گرفته تا منابعی که در کتابخاه قابل دستیابی است.
۳-استفاده‌کننده برای سئوالی که می‌کند، می‌تواند دلایل زیادی داشته باشد ولی احتمالاً باید به کاری توجه داشت که او با داده‌های که کتابدار مرجع برایش گردآوری می‌کند خواهد کرد این کار می‌تواند در حد تصدیق یا تکذیب چیزی باشد که مرا جعه‌کننده قبلاً آن را درست فرض کرده‌است یا استفاده خاصی از اطلاعات، مثلاً برای تهیه یک گزارش درسی، یک سخنرانی، آغاز یک پژوهش و تحقیق و غیره باشد همچنین ممکن است استفاده‌کننده به دنبال اطلاعات بیشتر یا کمتر، یا اصطلاح اطلاعاتی باشد که در اختیار دارد
۴-کتابدار در ورای سه عاملی که بیان شد، عمل متقابل کتابدار یا استفاده‌کننده و کل نظام کتابخانه قرار دارد این عمل متقابل نه همیشه ثابت است و نه قابل پیش‌بینی است واقعیت این است که هدف خدمات مرجع- و از آن بالاترعملکردآن- بدون وجود کتابدار به عنوان واسطه بین استفاده‌کننده و نیازهایش از یک سو و منابع اطلاعاتی که می‌تواند پاسخگوی مراجعه‌کننده باشد با موفقیت همراه نخواهد بود
البته کسی ممکن است استدلال کند که مراجعه‌کننده می‌تواند بدون کمک کتابدار مرجع، از لابلای مجموعه کتاب‌های کتابخانه، هر چند با کوشش زیاد، آنچه را که می‌خواهد پیدا کند بهر حال استفاده از مجموعه و منابعی که به خوبی سازمان یافته‌است، پایگاه کتابدار را به عنوان یک عامل فعال و مؤثر روشن می‌نماید (مرادی، ۱۳۷۲، ص۵)
انواع خدمات مرجع که در کتابخانه‌ها ارائه می‌شود، کتابخاه به کتابخاه، تفاوت می‌کند و به این عوامل بستگی دارد
1. شرایط جامعه
2. سنتهای جامعه
3. انواع مراجعه کنندگان
4. نوع و اندازه کتابخانه
5. منابع کتابخانه
6. فلسفه کتابدار، با در نظر گرفتن سازمان و مدیریت کتابخانه

تقسیم‌بندی دیگر از سطوح خدمات مرجع با توجه به ۶ عامل با لا عبارت است از:

## خدمات مرجع پایه
منظور خدماتی که هر کتابخانه‌ای می‌کوشد تا به مراجعه کنندگان خود ارائه دهد و این حداقل خدماتی است که در بخش مرجع ارائه می‌شود که شامل:
- تهیه و دارک اطلاعات عمومی
- تهیه و تدارک اطلاعات تخصصی
- کمک و یاری در یافتن اسناد و مدارک
- کمک در استفاده از برگه دان کتابخانه
- کمک در استفاده ازمنابع مرجع

## خدماتی که عموماً ارائه می‌شود
-امانت بین کتابخانه‌ها
-حفظ ونگهداری منابع
-آموزش مراجعه کنندگان
-گردش در کتابخاه و معرفی اجزا و ارکان کتابخانه
-برگزاری نمایشگاه در کتابخانه
-کمک به غیر اعضا
-تهیه نشریات کتابخانه
-راهنمای خوانندگان
-خدمات نمایه‌سازی و چکیده نویسی
-تهیه کتابشناسی
-نگهداری بریده جراید
-نگهداری بایگانی‌های اختصاصی ازجمله مجموعه‌های جزوات، گزارش‌هاو و امثال آنها
-ارزیابی منابع مرجع

## خدماتی که گاه به گاه اجرا می‌شود
-نمایش نشریات جاری
-تهیه فتوکپی
-ارائه خدمات ترجمه
پاره‌ای از متخصصان، به پیروی از انجمن کتابداران آمریکا، خدمات مرجع را به دو گروه بزرگ تقسیم می‌کنند

## خدمات مرجع مستقیم
در این گروه از خدمات کتابداربطور مستقیم با مراجعه کنند تماس دارد و رودررو به حرفهای او گوش می‌دهدو
پاسخ را در اختیار او قرار می‌دهد که شامل:
۱- خدمات اطلاعاتی: دامنه این خدمات از پاسخگویی به یک سؤال ظاهراً ساده که با مراجعه به یک کتب مرجع معینی انجام می‌گیرد تا تهیه اطلاعات تخصصی، براساس تجسس در مجموعه‌های کتابخاه که ترکیبی از صلاحیت درفن کتابداری و تخصص در موضوع را می‌طلبد، گسترده‌است عمق چنین خدمات و خصیصه آن‌ها بسته به نوع کتابخانه و مراجعه‌کننده‌ای که موضوع انخدمات است تغییر می‌کند ولی صرف نظر از سطح یا عمق خدمات اطلاعات، خصیصه اصلی آن تهیه محصول نهایی بر مبنای اطلاعاتی است که مراجعه‌کننده کتابخاه به دنبال آن است بدین ترتیب نخستین وظیفه کتابداران مرجع به‌طور خیلی ساده پاسخگویی به سئوالات است معمولات به سئوالات در پشت میز مرجع یا در کتابخانه پاسخ داده می‌شود ولی در کشورهای پیشرفته ازامکانات و وسایل جدیدی برای سهولت و تسریع در کار مرجع استفاده می‌گردد از ان جمله‌است استفاده از تلفن، مخصوصاً در پاسخگوی به سئوالات ساده و فوری با گسترش همکاری بین کتابخاها- مانند امانت بین کتابخاها – استفاده از سیستم پست، فکس و پایانه‌های ارتباطی واطلاع‌رسانی کامپیوتری مرسوم شده‌است.
۲- راهنمای استفاده از کتابخانه:بسیاری از مراجه کنندگان به راحتی قادر به استفاده از امکانات و مجموعه کتابخانه نیستند طرز استفاده از برگه دان را نمی‌دانند ازنظام رده‌بندی کتابخاه اطلاع درستی ندارند به دنبال قسمت مجلات، یا انشارات دولتی می‌گردند، حتی ازکتابدارکتابخانه سراغ مداد تراش را می‌گیرند به منظور سهولت در استفاده از کتابخه و برای صرفه جویی در وقت مراجعه‌کننده، راهنمایی این گروه بر عهده کتابداربخش مرجع است.

## خدمات مرجع غیر مستقیم
۱- گزینش مواد: گزینش مواد شامل شناخت انواع گوناگون مواد لازم برای خدمت مرجع است این مواد علاوه بر کتاب، شامل ادواریها، نسخ خطی، روزنامه‌ها و سایر موادی می‌شود که به کتابدار در خدمات مستقیم کمک می‌کند انتخاب و تهیه و وجین این نوع مواد بخش مهمی از کار مرجع است بسیاری از منابع مرجع بخصوص آن گروه از آن‌ها که برای پاسخگویی سئوالات فوری به کار می‌رود به صورت سالانه منشر می‌شود اگر هر ساله برای تهیه ویرایش جدید آنم‌ها اقدام نشود پس از چند سال بخش مرجع قدرت پاسخگویی خود را شاید از دستندهند ولی بدون شک ف پاسخهای آن‌ها روزامد نخواهد بود
۲- دستیابی به مواد: متأسفانه مراجعه‌کننده توانایی و امکان دستیابی به مواد را به حد کافی ندارد به منظور حل این مشگل، کتابدار ممکن است وقت زیادی را برای تهیه کتابشناسی‌های تخصصی و با استفاده از منبع کتابخانه صرف کند هیچ کتابخانه‌ای نیست که مجموعه‌ای کمامل و جامع به معنای نسبتاً مطلق کلمه داشته باشد از این رو کتابخاه‌ها بایستی در سطح منطقه‌ای و حتی ملی و بین‌المللی اقدام به ایجاد نظام امانت بین کتابخانه‌ها نمایند بدین ترتیب این امکان به وجود می‌آید که هر گاه مراجعه‌کننده به کتابخانه‌ها مراجعه نماید در صورتی که کتابخانه کتاب یا منابع مود نیاز مراجعه‌کننده را نداشته باشد می‌تواند آن را از کتابخانه دیگر امانت گرفته و در اختیار مراجعه‌کننده دیگرقرار دهد
۳-ارزیابی مرجع: کیفیت کار بخش مرجع چگونه است؟ چه کارهایی باید انجام گیرد تا سطح این کیفیت افزایش یابد با به کار گرفتن یک روش درست ارزیابی می‌توان به اصلاح و بهبود بخش مرجع ومنابع ان پرداخت وکیفیت و کارایی آن را افزایش دارد (مرادی، ۱۳۷۲ص۶–۹)